# 1993-as hadrévi pogrom
Az 1993-as hadrévi pogromra Romániában, a Maros megyei Hadrév faluban került sor, melynek során a helyi románok és magyarok az ott élő cigányok ellen támadtak. Három (egyes források szerint négy) halálos áldozattal járt.

## Az események leforgása
1993. szeptember 20-án cigányok egy csoportja összeveszett egy idős románnal, Gligore Chetannal, aki provokálta őket. Amikor fia, Craciun Chețan, apja segítségére sietett, az egyik cigány halálra késelte. Az esetnek a faluban hamar híre ment, és a cigányok egy házban kerestek menedéket, ahová bezárkóztak. A falusiak azt követelték, hogy hagyják el a házat, és jelentkezzenek a rendőrségen. Mivel a cigányok nem voltak hajlandóak erre, a román és magyar falusiak, köztük a helyi rendőrparancsnok és egyik tisztje, odakint körül-belül 500-an gyűltek össze, lelocsolták a házat benzinnel és felgyújtották. Két cigányt meglincseltek, amikor megpróbálták elhagyni az épületet, egy bent égett, egynek pedig sikerült elmenekülnie. A szomszédban lakó cigányok megpróbáltak közbelépni, de ezzel csak azt érték el, hogy a dühödt tömeg folytatta a gyújtogatást, 13 házat gyújtottak fel, és további 7-et súlyosan megrongáltak. Ez idő alatt a 130 cigány lakos az erdőbe és a szomszédos falvakba menekült. A másnap hazatérő romákat a helybeli lakosok egy rendőr főhadnagy vezetésével megverték és elkergették a faluból.
A gyilkosság előtt is több tucatnyi panasz érkezett a cigányság által elkövetett lopások miatt, amelyeket a rendőrség soha nem oldott meg. Ez is okozója volt a román és magyar lakosok randalírozásának, amit a rendőrség nem próbált megakadályozni, hanem mint résztvevő volt jelen.

## A hatóságok reakciója
Az 1997-es vádirat a lehető legenyhébb minősítésűnek sorolta be a bűntetteket, a bíróság pedig nem vette figyelembe a súlyosbító körülményeket. A bíróság 5 férfit emberölésért, 7 férfit pedig tulajdonrombolás és a közrend megzavarása miatt ítélt el. 1999-ben a Román Legfelsőbb Bíróság két vádlottat felmentett, a másik három ellen pedig enyhítette a vádakat. A rendőrök elleni vádakat az összegyűjtött bizonyítékok ellenére még a vádemelés előtt ejtették.
Az Emberi Jogok Európai Bírósága a román államot 238 000 eurós kártérítésre kötelezte, amit azoknak a cigányoknak a részére kellett kifizetni, akiknek a házát leégették. Az Európai Bíróság ítélete szerint a román rendőrség képviselői is részt vettek a gyújtogatásban, majd ezt próbálták eltitkolni. A bíróság azt is megállapította, hogy a tárgyalás hossza (11 év) sérti a tisztességes eljáráshoz való jogukat.

## Fordítás
Ez a szócikk részben vagy egészben  a(z)   1993 Hădăreni riots című angol Wikipédia-szócikk ezen változatának fordításán alapul.  Az eredeti cikk szerkesztőit annak laptörténete sorolja fel. Ez a jelzés csupán a megfogalmazás eredetét és a szerzői jogokat jelzi, nem szolgál a cikkben szereplő információk forrásmegjelöléseként.